# Kabinenexpress

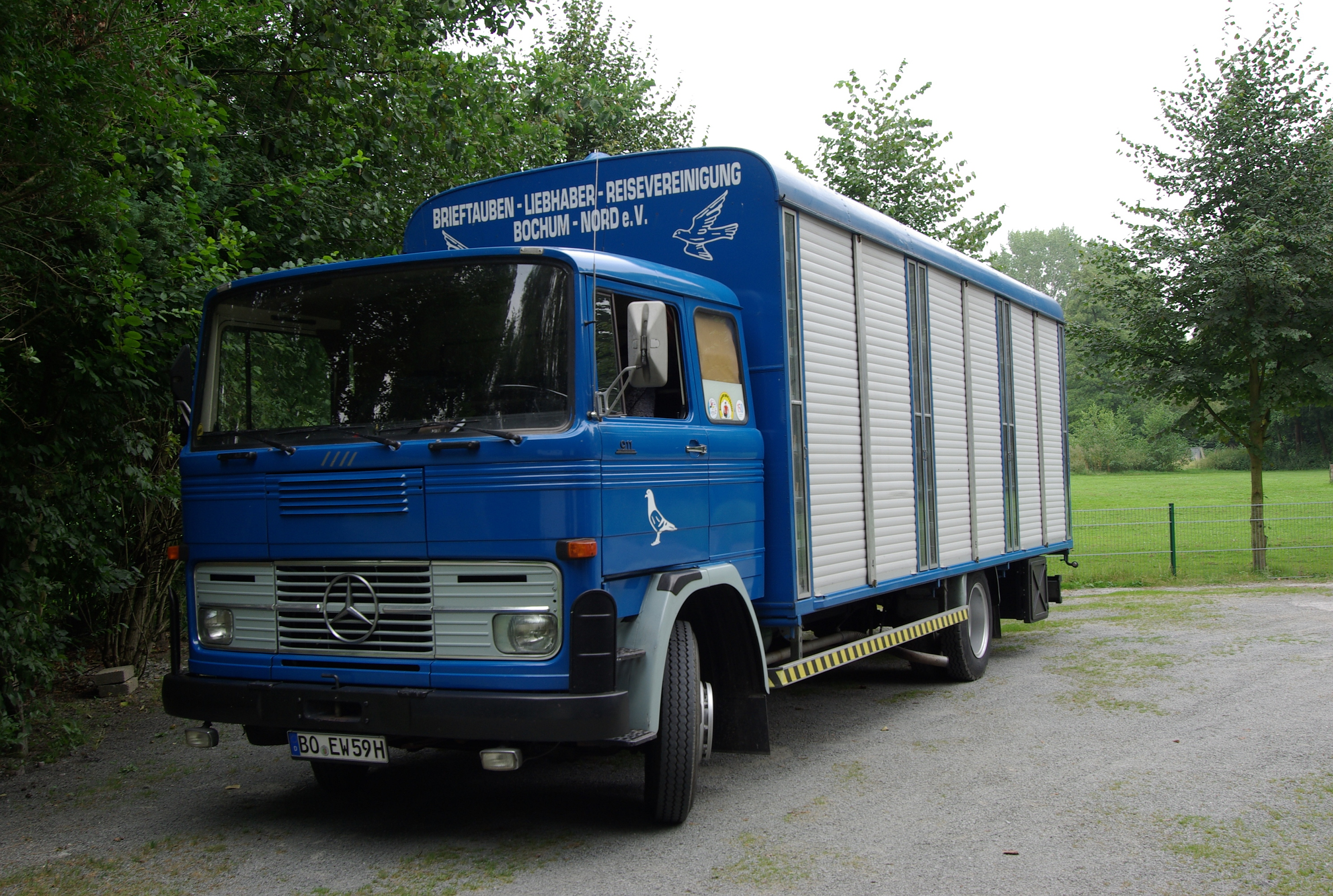
Kabinenexpress zum Transport von Brieftauben

Kabinenexpress (kurz „Kabi“) bezeichnet im Brieftaubensport einen speziell für den tiergerechten Transport von Brieftauben konstruierten, mit Tränk- und Belüftungssystem ausgestatteten Lastwagen, der bis zu mehrere tausend Tiere aufnehmen kann. Im Rahmen von Trainings- oder Wettflügen („Preisflügen“) werden die Tauben darin an den Startort („Auflassort“) gebracht, von wo sie dann auf Zeit in den Heimatschlag zurückfliegen.